# Quatro Barras (kommun)
Quatro Barras är en kommun i Brasilien.   Den ligger i delstaten Paraná, i den södra delen av landet, 1 100 km söder om huvudstaden Brasília. Antalet invånare är 19 786.
Följande samhällen finns i Quatro Barras:
- Quatro Barras

I omgivningarna runt Quatro Barras växer i huvudsak städsegrön lövskog. Runt Quatro Barras är det glesbefolkat, med 13 invånare per kvadratkilometer.